# Phaneta corculana
Phaneta corculana is een vlinder uit de familie van de bladrollers (Tortricidae). De wetenschappelijke naam van de soort is, als Semasia corculana, voor het eerst geldig gepubliceerd in 1874 door Philipp Christoph Zeller. De combinatie in Phaneta werd in 1983 door Powell gemaakt.

## Type
- holotype: "female. genitalia slide no. 11547"
- instituut: BMNH, Londen, Engeland
- typelocatie: "Canada, British Columbia, Vancouver"

## Andere combinaties
- Thiodia corculana (Zeller, 1874) door Fernald, 1903
- Eucosma corculana (Zeller, 1874) door Barnes & McDunnough, 1917